# Bohdan Tůma
Bohdan Tůma (ur. 6 września 1967 w Pradze) – czeski aktor teatralny i głosowy.
Kształcił się w Państwowym Konserwatorium w Pradze na wydziale muzyczno-dramatycznym. Już w czasie nauki w konserwatorium gościł na kilku praskich scenach. Swojej kariery zawodowej nie związał jednak z teatrem.
Najbardziej jest znany z pracy w dubbingu, jako aktor i reżyser. Jego głos można usłyszeć w różnych serialach telewizyjnych, m.in. animowanych (Simpsonowie, South Park), a także w filmach dla kina i telewizji (jest czeskim głosem Denzela Washingtona, Wesleya Snipesa czy Jima Carrey’a).
Sporadycznie występuje w filmach.